# Mustafa Arruf
Mustafa Hamed Moh Arruf (8 de junio de 1958-Nador, 10 de febrero de 2025-Melilla) fue un escultor español.

## Biografía
Mustafa Hamed Moh Arruf, nació en Nador, en 1958 e inició sus estudios artísticos en la Escuela de Artes Aplicadas y Oficios Artísticos de la ciudad de Melilla, donde se graduó, en 1980. Algún tiempo después, en 1981, consiguió el segundo premio del Concurso Nacional de Escultura celebrado en Castellón. Fue monitor de la Escuela Municipal de Enseñanzas Artísticas entre los años 1991 y 1998, que desde 1973 hasta 1997 dirigió el prestigioso acuarelista Eduardo Morillas. Posteriormente, obtuvo plaza en la Administración de la Ciudad Autónoma de Melilla, donde realizó tareas de restauración en el Museo Arqueológico.
Su temprana vocación fue la pintura y escultura y, aunque también trabajó con materiales como la madera, la piedra (en los Países Bajos) y el bronce, es con esta materia con la que mejor expresó su arte.
A mediados de los años ochenta, se trasladó a Alemania, donde realizó diversos trabajos que presentó en la Casa de España en Fráncfort. Tras una breve residencia en los Países Bajos, viajó a Madrid, en la década de los noventa, período artísticamente muy productivo, donde trabajó con la Fundición de Bronce MAGISA y con la Art Gallery Serie.
En Madrid entró en contacto con los escultores Martín Chirino, José Luis Sánchez Fernández, Juan Bordes y Juan Asensio, ligados a la estética de la abstracción geométrica y la naturaleza. Algunos de ellos también a la arquitectura.
Al igual que el conjunto de su obra, su escultura urbana —que se expone en plazas, calles, avenidas, parques y jardines de distintos países— y pública —que se expone en centros de distintas administraciones— presenta una importante diversidad, en la que se combinan elementos formales artísticos (ornamentales) con elementos expresivos (conceptuales).
Una agrupación de sus obras —promovidas por instituciones públicas o privadas, y realizadas desde sus inicios como escultor, en 1985, hasta nuestros días— la forma bustos o estatuas de personajes célebres nacidos o vinculados a la ciudad de Melilla: a la docencia (Juan Caro Romero, 1985), a la pintura (Victorio Manchón, 1992), a las letras y representación teatral (el dramaturgo Fernando Arrabal, 1994, el poeta Miguel Fernández, 1994, y el actor y director de teatro Antonio César Jiménez Segura, 2007), y a la arquitectura (Enrique Nieto, 2008). Otra agrupación la forma esculturas más vanguardistas, con fuertes contrastes en su diseño: plano/volumen, suave/rugoso, duro/suave y, sobre todo, diagonal/circular, con cuartos de luna que hace que sus obras contengan un equilibrio y tensión dinámicos.   
En 1997 se inauguró (para la conmemoración del V Centenario de la fundación de Melilla como ciudad española) la obra Encuentros, su escultura más monumental y popular, aunque no la más lograda en opinión de su creador. Una réplica de la mitad de la misma se halla en el parque Juan Carlos I, de Madrid, al pie de la cual hay transcrito un soneto de Fernando Arrabal:

A MELILLA
POR FERNANDO ARRABAL

CABEZA DE MUJER Y PIES DE ARCILLA
PRINCESA SOÑADORA Y ESPAÑOLA
ACOGEDORA DE ESTIRPES BANDEROLA
DE PAZ Y NOSTALGIA EN MI BOARDILLA

CUAL MENINA DE CARNE EN UNA SILLA
ABANDONADA A SU SUERTE DE AMAPOLA
YO LE DIGO A MI TIERRA: «NO ESTÁS SOLA»
ORGULLOSO ME SIENTO DE MELILLA

PLAZA DIGNA DE ENVIDIAS PARA ALGUNOS
Y DE OLVIDO DE ODIO DE DESEO
REPOSADA EN SU AMOR Y SU FORTUNA

LE LEVANTO LA HISTORIA Y LA ENTREVEO.
TRAS DECENIOS DE AUSENCIAS DE LA VILLA
HOY MELILLA TE BESO EN LA MEJILLA.

La escultura se erige sobre una gran explanada de césped, desde donde se puede contemplar todos sus ángulos. El diario ABC, en su sección de viajes, en 2017, incluye un artículo titulado Las esculturas y los rincones imprescindibles que ver en el Parque Juan Carlos I de Madrid, donde se hace una somera descripción de la obra y se inserta una fotografía de la misma.
Otra réplica de la otra mitad se halla en el parque de las Tres Culturas, en la ciudad de Toledo desde marzo de 2001.

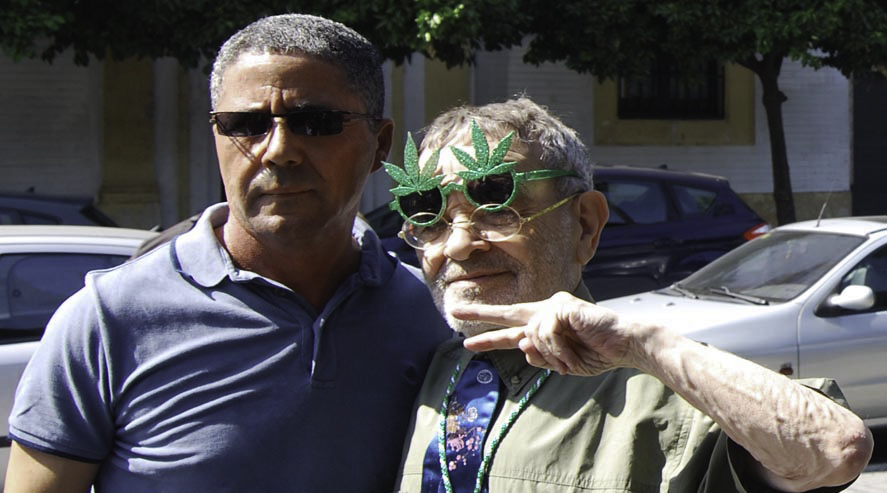
Mustafa Arruf y Fernando Arrabal

El escultor —consciente de que un autor no debe interpretar su obra puesto que la composición en el arte de ocupar el espacio depende, más que en cualquier otra disciplina, del punto de vista— hace aquí una excepción con limitaciones:

Encuentros significa unión de culturas, de los continentes, de las personas. Es el abrazo de los continentes y las culturas. La palabra «Encuentros» es muy significativa. Este tipo de esculturas permite muchas interpretaciones porque la mente es libre. Le puse «Encuentros» como podía haberle puesto otra cosa, pero la filosofía es la unión de las culturas, de la madre tierra.

En 1998 participó, junto a obras de Picasso, Dalí, Saura, Pollock, Fernández-Molina, Warhol, Antonio Beneyto y otros artistas, en la exposición antológica Parigi L'avanguardia. Arrabal Espace que Fernando Arrabal realizó en Italia, en la villa San Carlo Borromeo (Senago-Milán) con los fondos artísticos de la colección Arrabal, las obras plásticas del escritor y fondos bibliográficos, un conjunto de obras y documentos de gran valor artístico y cultural que el dramaturgo, cineasta, novelista, poeta y pintor ofreció al estado español. La exposición se celebró durante los días 23 de mayo y 23 de septiembre. En esa década, la Villa Borromeo ya se había convertido en un lugar de intensos intercambios intelectuales y artísticos. Lugar de acogida de prestigiosas exposiciones, congresos, coloquios sobre temas diversos, comunicaciones y relaciones pluridisciplinares entre el mundo de las artes y de las letras, de la ciencia y la tecnología y las finanzas, que le valió el reconocimiento del sobrenombre por parte de muchos intelectuales como el lugar del segundo Renacimiento.
El año siguiente participó en Visiones de Fernando Arrabal, una exposición organizada por el Consorcio de Museos de la Comunidad Valenciana, diseñada y comisariada por José Vicente Martín junto a Inocencio Galindo, que tuvo lugar en el Museu de la Ciutat de Valencia, del 2 de noviembre al 12 de diciembre, centrada no tanto en la prolífica obra de este autor, como en las creaciones de otros tantos autores y artistas unidos a él por comunes y profundos lazos de amistad. En esta exposición se muestra la obra de Arruf Fernando Arrabal (hierro y collage fotográfico), que se sitúa en un contexto de respuesta a la estructura jerárquica y dogmática del surrealismo y que considera la memoria y el azar como elementos claves en la creación artística. Con posterioridad la muestra tuvo itinerancias y se expuso, en la Lonja del Pescado de Alicante desde el 28 de diciembre de 1999 al 30 de enero de 2000. Durante este último año se expuso también, en el entonces Museo Pablo Serrano —actual Instituto Aragonés de Arte y Cultura Contemporáneos (IAACC)—, de Zaragoza, del 23 de febrero al 16 de marzo; en Madrid, en el Círculo de Bellas Artes, desde el 22 de marzo al 23 de abril, y en el Instituto Cervantes de Lisboa, desde el 7 de junio hasta 7 de julio.
En 2002 desarrolló un conjunto de esculturas femeninas, Las Venus de Arruf, promovidas por la Consejería de Obras Públicas de Melilla, que ese año había resuelto destinar el uno por ciento del presupuesto en cultura para embellecimiento de la ciudad. Se trata de obras con adscripción estética figurativa, con formulación geométrica y predominio en la rotación espiral. Desde el punto de vista artístico, la serie de esculturas presenta unas características estéticas comunes: non finito, proporciones en los márgenes de los cánones clásico y moderno, profusión de curvas, hipérboles sorprendentes, perspectiva múltiple e intersección de volúmenes. Una combinación con la que Arruf construye un aparente universo de ficción para representar a la mujer como símbolo de vida, belleza y firmeza. En las esculturas se mezclan tres grandes estilos (cubismo, expresionismo y surrealismo), que se combinan incluso con otros elementos que siempre fueron considerados propios del ámbito de otras disciplinas plásticas.
En 2006 inicia un proyecto de obras abstractas, con la intención inicial de acercar el arte y la escultura a la zona del Rif (Marruecos), que acabaron, al cabo de unos años, formando parte de la exposición en homenaje a la artista plástica nativa de Tetuán, pero que vivió, estudió y trabajó en Berlín, Dounia Oualit. Artista que falleció, en 2009, a la edad de 50 años, en un momento en que el arte contemporáneo en Marruecos comenzó a mostrar signos de florecimiento caracterizados por la apertura de una gran cantidad de galerías y centros de arte.
Con relación a dicho homenaje y con motivo de la Nuit de Galeries, la Fundación CDG organizó una exposición temporal de Mustafa Arruf, en la Art Gallery Espace Expressions (Place Moulay El Hassan, Rabat), que tuvo lugar del 27 de junio al 28 de septiembre de 2012, en la que el escultor introduce en su obra una discreta policromía.
En años posteriores regresa a la abstracción geométrica. El diseño de sus obras refleja diversos conceptos matemáticos: la geometría de poliedros, la topología de las superficies, las transformaciones isométricas del espacio, etc. Un tipo de esculturas al que algunos autores, como Ricardo Zalaya y Javier Barrallo, vienen denominando escultura matemática.
En mayo de 2020, con motivo de la crisis sanitaria provocada por la COVID-19, participa en la Exposición Artística Online, comisariada por Sameena M. Karim, directora de la galería de arte llamada «Mrinmoy Art Gallery», en Chittagong (Bangladés).
Posee trabajos en los espacios públicos de las siguientes ciudades:
- Ámsterdam (Países Bajos)
- Berlín (Alemania)
- Huelva (España)
- Madrid (España)
- Melilla (España)
- Toledo (España)
- Torrejón de Ardoz (Madrid, España)
- Tromsø (Noruega)

Falleció el 10 de febrero de 2025, a los 66 años de edad, a causa de un cáncer.

## Obra[19]

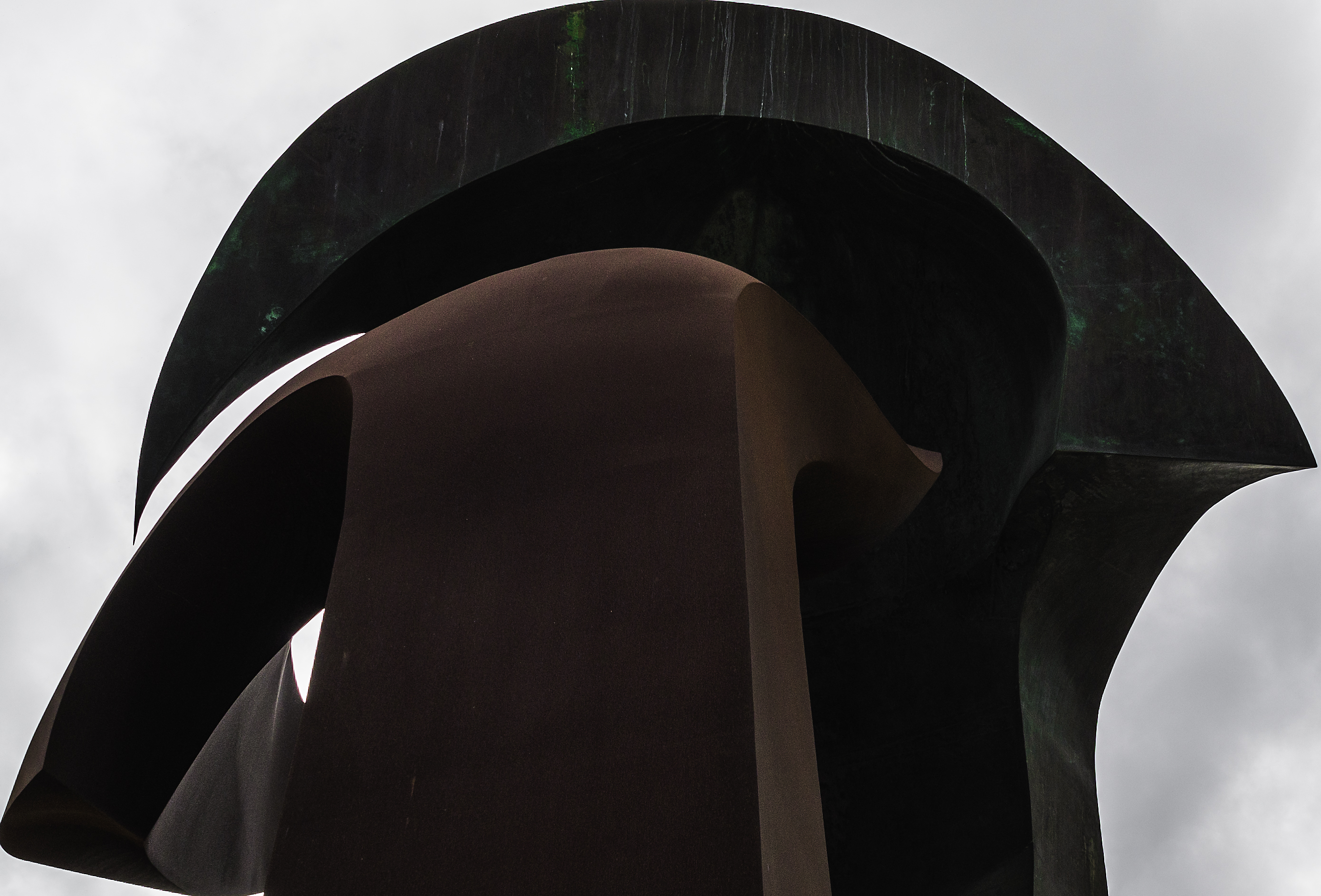
Encuentros (detalle) (Melilla, 1997)

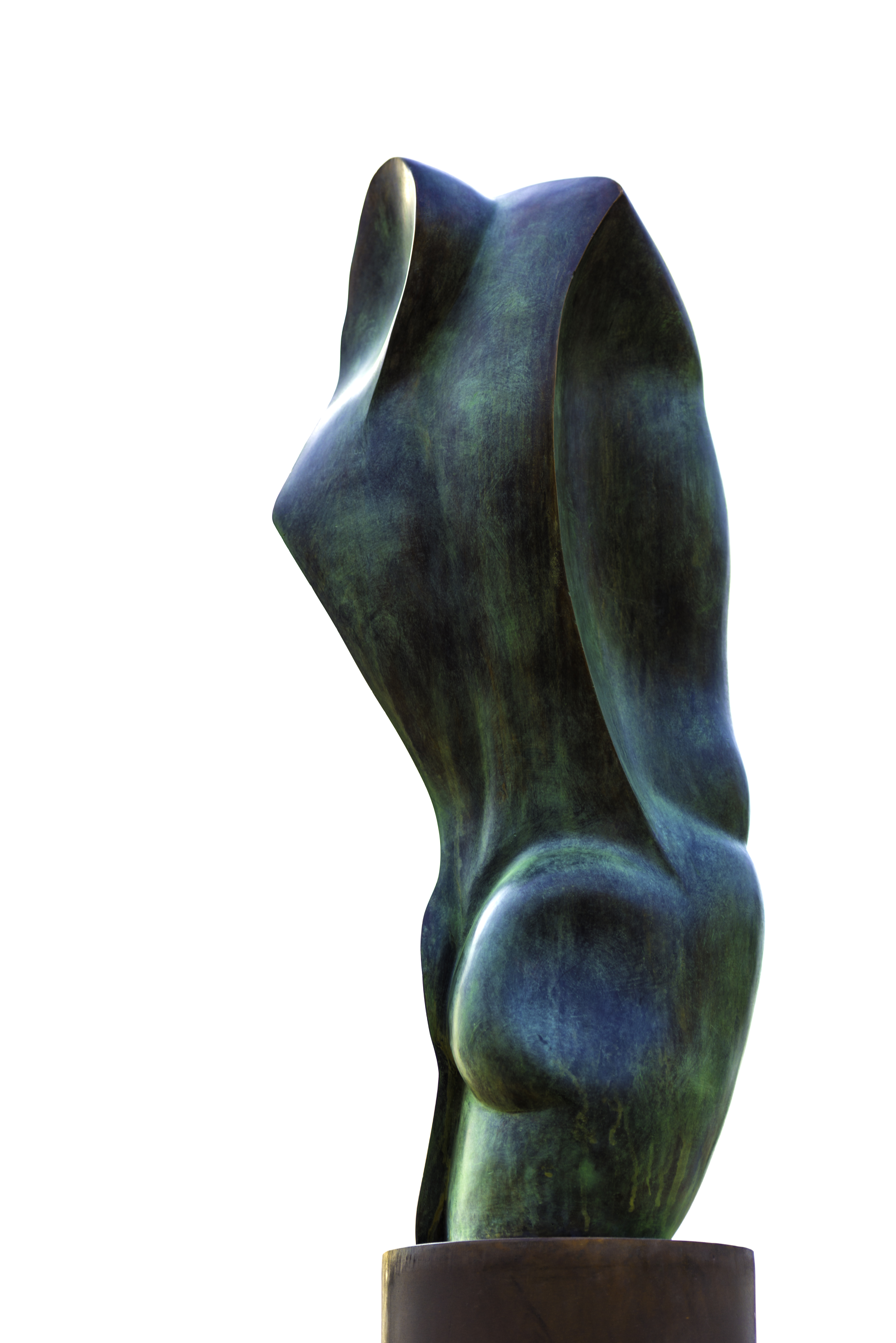
Torso (Melilla, 2002)

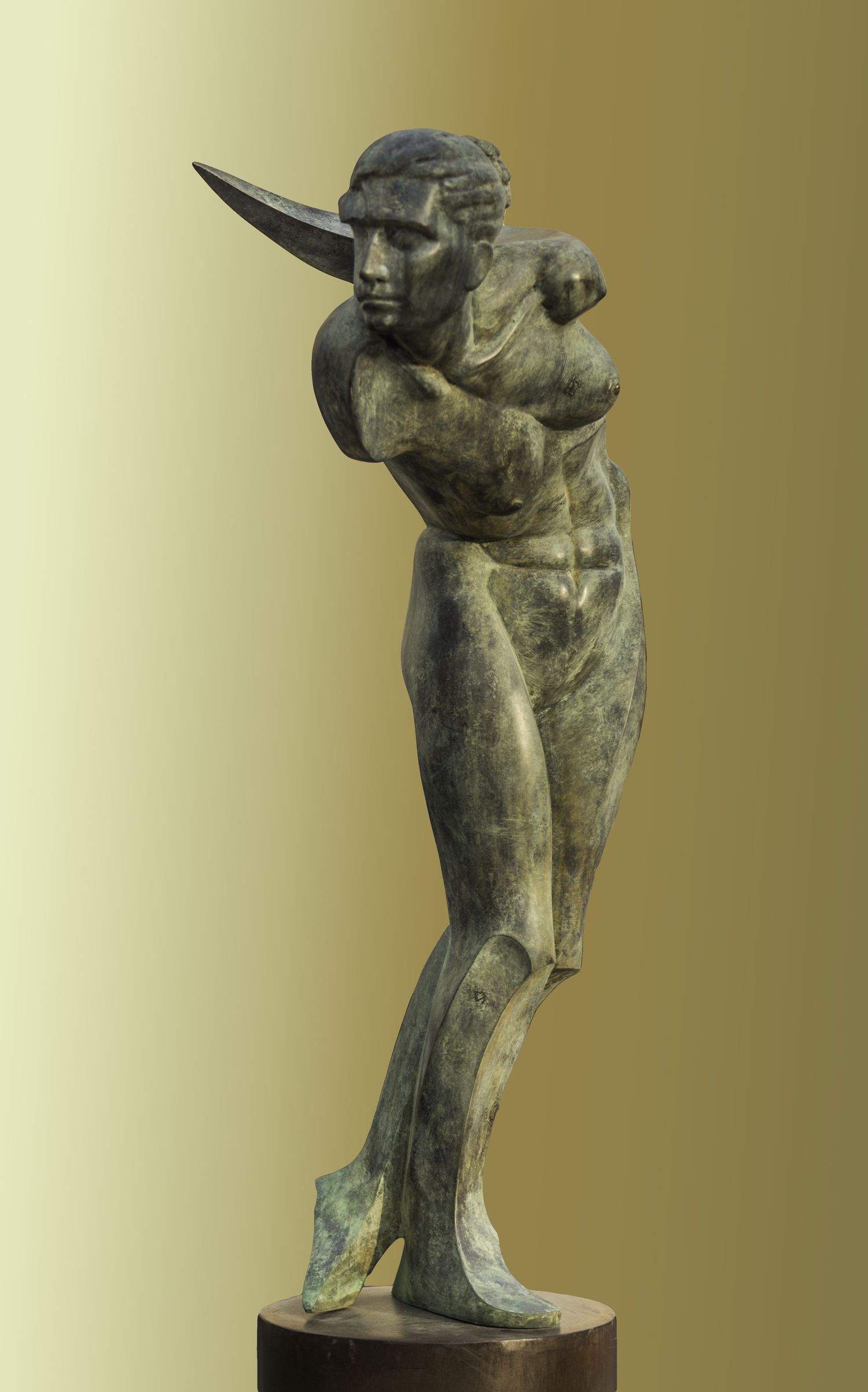
Venus (Melilla, 2002)

- 1985 – Homenaje al maestro D. Juan Caro Romero (bronce)[20]
- 1988 - Ambro Bank (altorrelieve en piedra) (Ámsterdam, Holanda)
- 1990 – Fernando Arrabal (hierro y collage fotográfico, 86 x 89 x 12 cm)
- 1992 - Pájaro (bronce). Museo Andrés García Ibáñez de Arte Moderno y Contemporáneo
- 1992 – Formas entrelazadas (hierro)
- 1992 – Busto de Victorio Manchón (bronce, 45 cm)[20]
- 1993 – Torso (bronce y acero corten)
- 1994 – Homenaje a Fernando Arrabal (bronce)
- 1994 – Homenaje al poeta Miguel Fernández (bronce)
- 1997 – Encuentros (bronce y acero corten, 12 y 10 m)
- 1998 - Torso (bronce) afueras del Park of the Museum of Modern Art en Tromsø (Noruega)
- 1998 – Encuentros (bronce, 12 m)
- 1999 - Torso de mujer (bronce) Torrejón de Ardoz (Madrid)
- 2001 – Monumento al Teniente Francisco Jesús Aguilar Fernández (bronce)[20]
- 2002 – Mujer (bronce): Diez esculturas que estuvieron ubicadas en el Paseo Marítimo Francisco Mir Berlanga (Melilla).
- 2007 – Monumento a Antonio César Jiménez Segura (bronce y hierro)
- 2007 - Picasso, tres edades (Homenaje a Pablo Ruiz Picasso) (Málaga).[21]
- 2008 – Monumento a Enrique Nieto y Nieto (bronce)
- 2013 - Los perritos del día de los enamorados (bronce)[22]
- 2017 - Space (Acero inoxidable con acabado brillante)

Sin adscripción cronológica:
- Relieve conmemorativo al consejero delegado de GASELEC Jorge A. Espejo Crespo (bronce)

- Relieve conmemorativo a D. José Cabanillas Rojas (bronce)

En abril de 2018, publica en Chile el libro Space, una obra que muestra la destacada trayectoria del artista en imágenes.

## Exposiciones
- 1987 Mustafá Arruf, Casa de España, Frankfurt, Alemania
- 1989 Hassan Bensiamar - Mustafa Arruf, Casa de la Cultura Federico García Lorca. Exposición patrocinada por la Dirección Provincial de Cultura, Melilla (del 20 al 30 de noviembre)
- 1992 Retrospectiva, Sala de la Biblioteca Pública del Estado, Melilla (inaugurada el 14 de octubre)
- 1997 Feria Internacional de Arte Moderno (Estampa), Madrid, España
- 1997 Art Gallery Serie. Exposición colectiva (Madrid).
- 1997 International Film Week Award. City of Melilla Award. Sculpture `Encuentros´
- 1998 Parigi l’avanguardia/Arrabal Espace, Villa San Carlo Borromeo, Milan. Italia. Exposición colectiva (del 23 de mayo al 23 de septiembre)
- 1999: Visiones de Fernando Arrabal, Museu de la Ciutat de València (del 2 de noviembre al 12 de diciembre).[25]
- 2000: Visiones de Fernando Arrabal expuesta en el entonces Museo Pablo Serrano de Zaragoza, del 23 de febrero al 16 de marzo.
- 2000 Art Gallery Serie. Exposición colectiva (Madrid)
- 2004 Forum. Exposición colectiva (Barcelona)
- 2006 Melilla Sefarad, Fundación Gaselec, Melilla (del 29 de marzo al 30 de abril)
- 2012 Homenaje a Dounia Oualit, Fondation CDG, Rabat (del 27 junio al 28 septiembre)[26]
- 2020 Online Art Exhibition during the time of the pandemic, Mrinmoy Art Gallery, Chittagong (Bangladés) (del 8 al 31 de mayo)[27]

## Premios y distinciones
- Segundo Premio Nacional en la Bienal de Escultura de Castellón (con su obra "Madre") (1981).
- La Ciudad Autónoma de Melilla le dedica una calle (2003).[28]
- Premios Sur, 2006 (destinados al homenaje de aquellos melillenses que destacan y son valedores de esta distinción o a los foráneos que llevan a la ciudad de Melilla en su corazón. Acreedor de estos premios ha sido, por ejemplo, el escritor Arturo Pérez-Reverte).[29]

## Galería de imágenes

### Esculturas figurativas

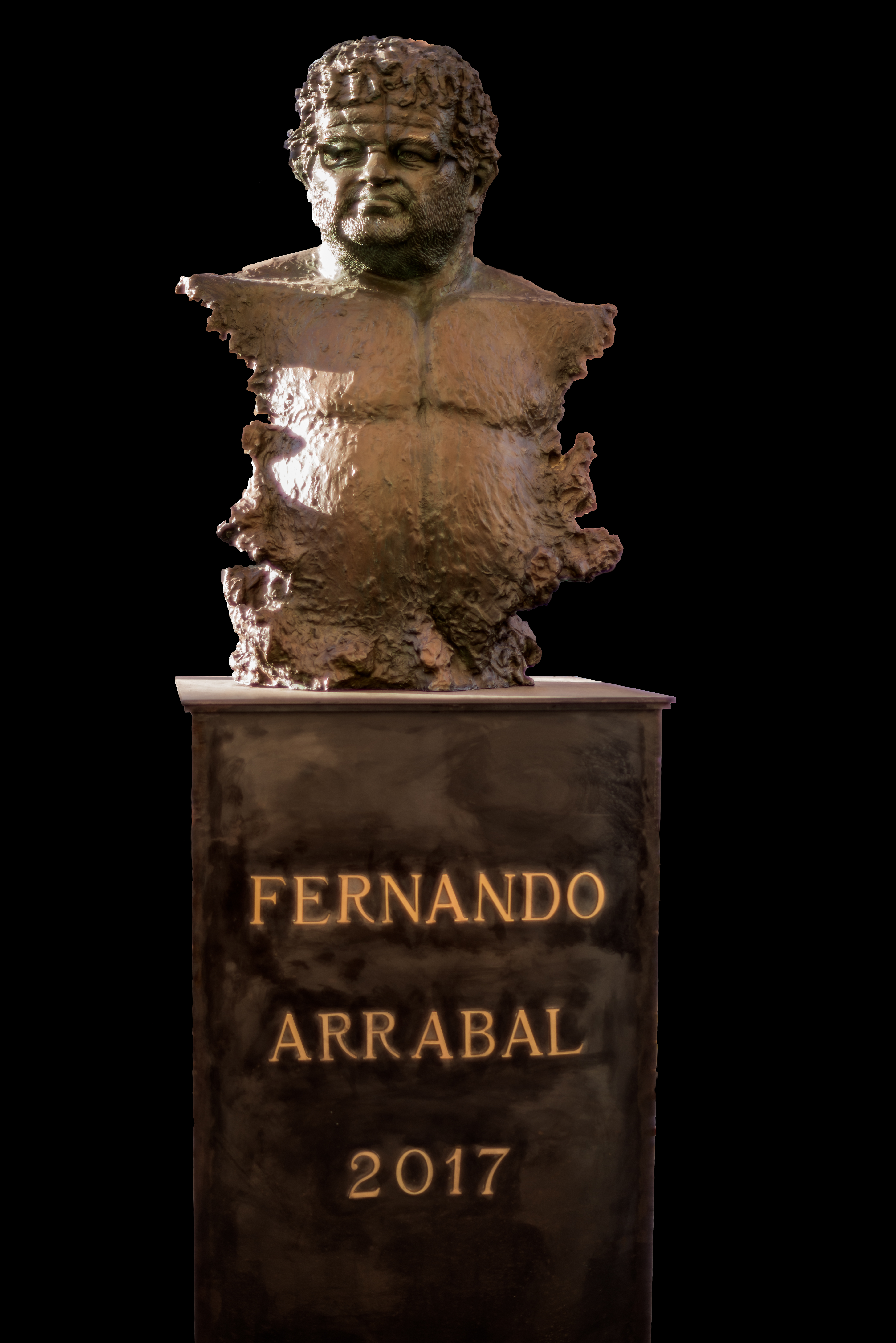
Homenaje a Fernando Arrabal, 1994
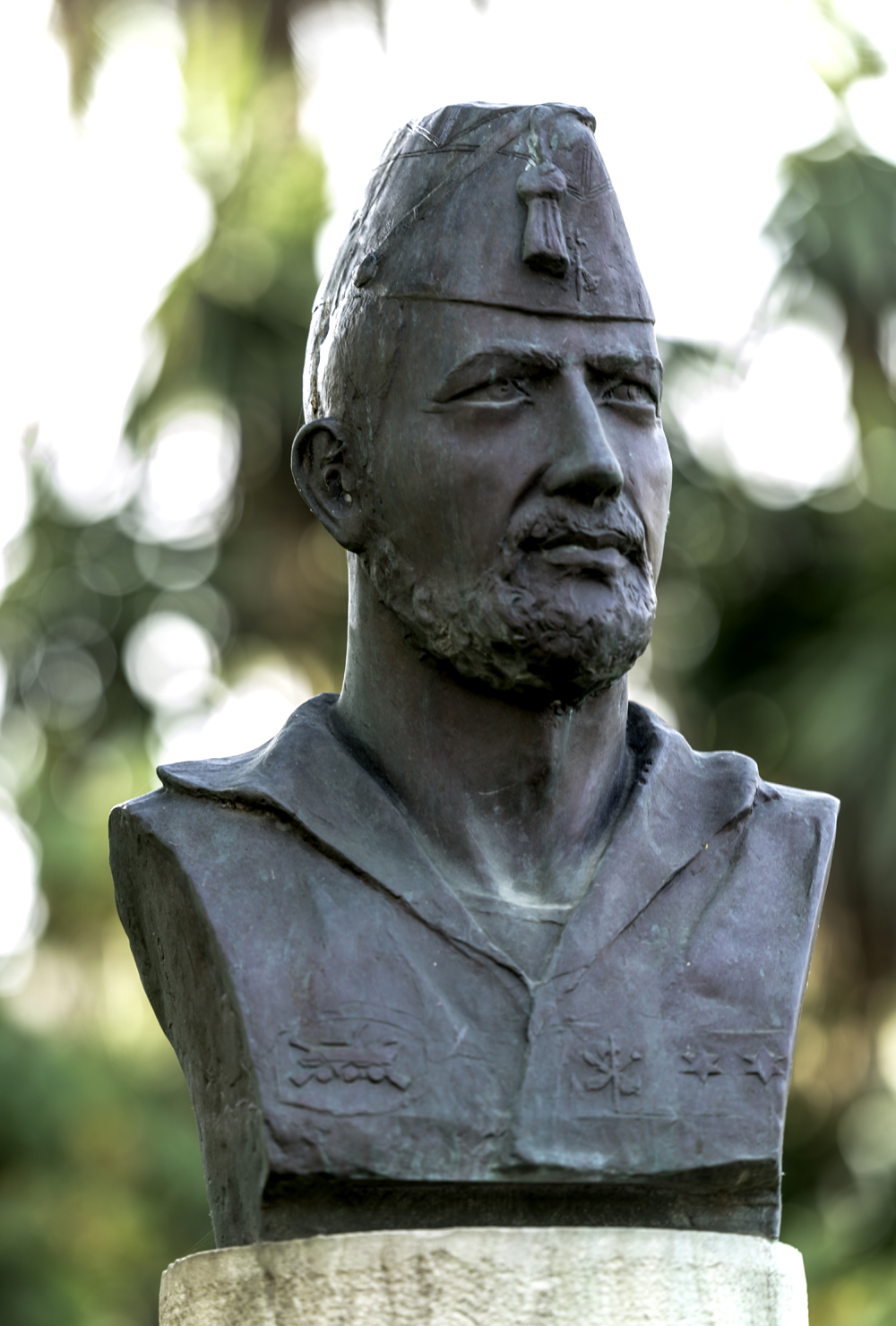
Monumento al Teniente Francisco Jesús Aguilar Fernández, 2001
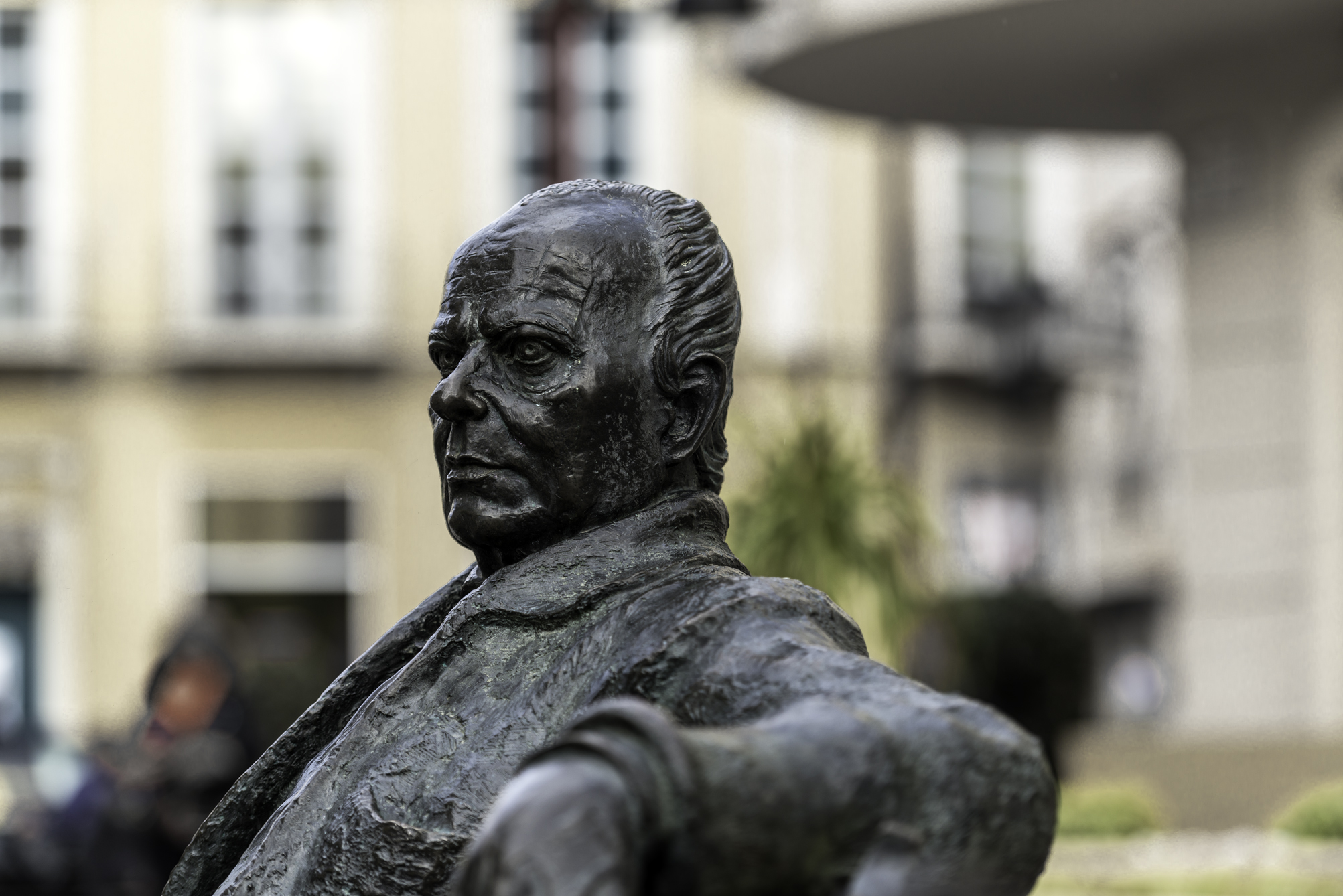
Monumento a Antonio César Jiménez (Melilla, 2007)

### Esculturas expresionistas figurativas

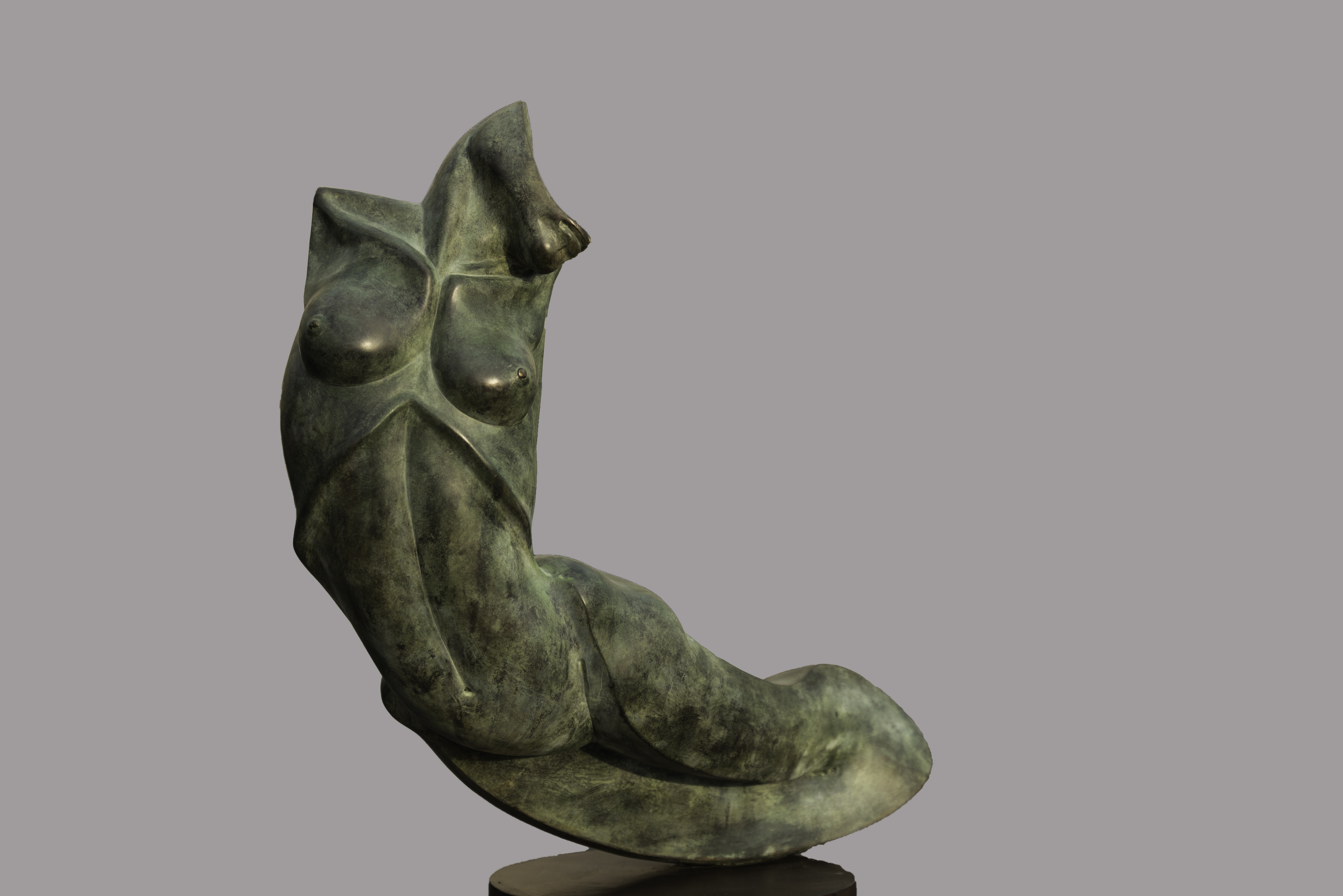
Venus, 2002
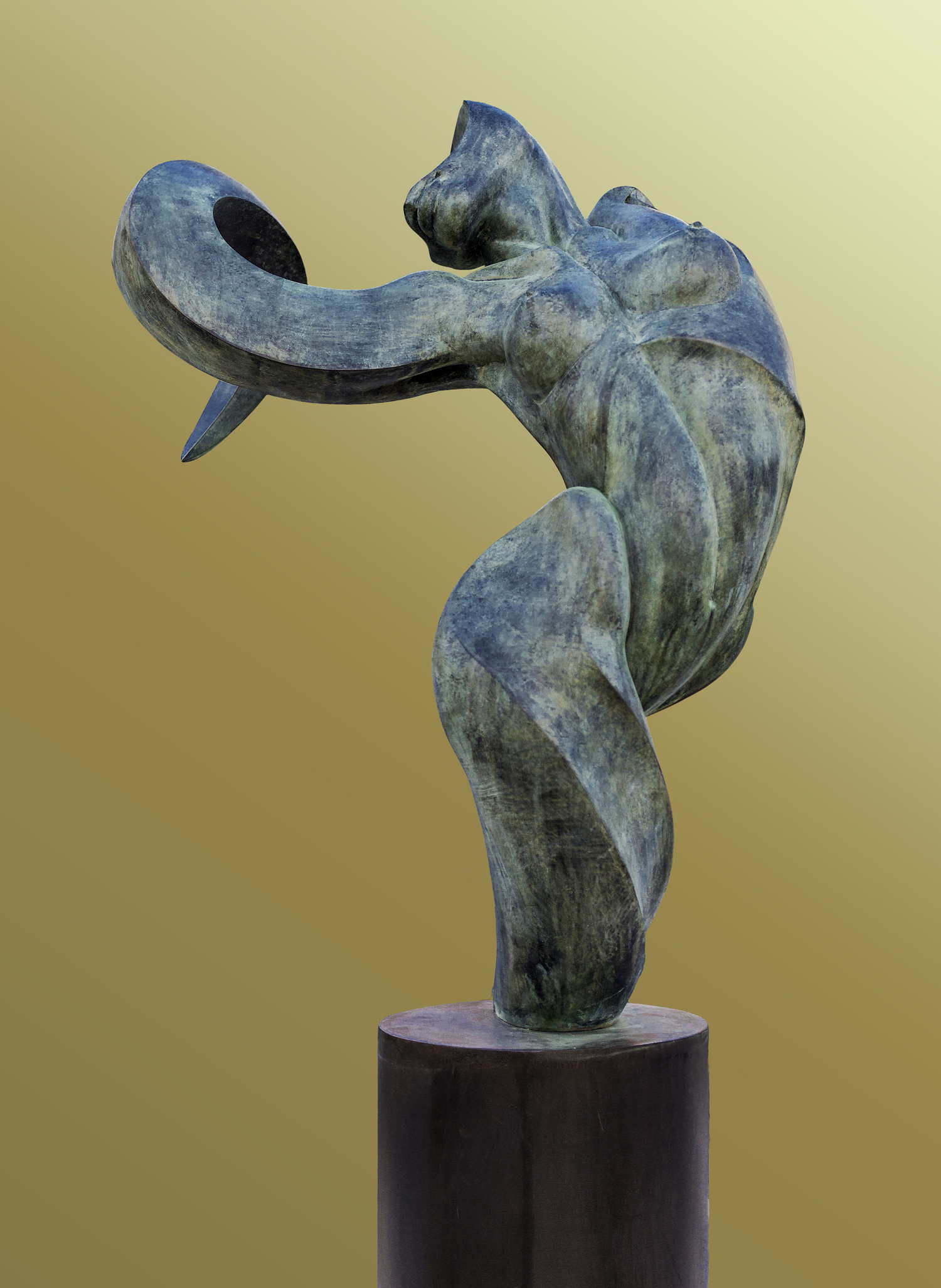
Venus, 2002
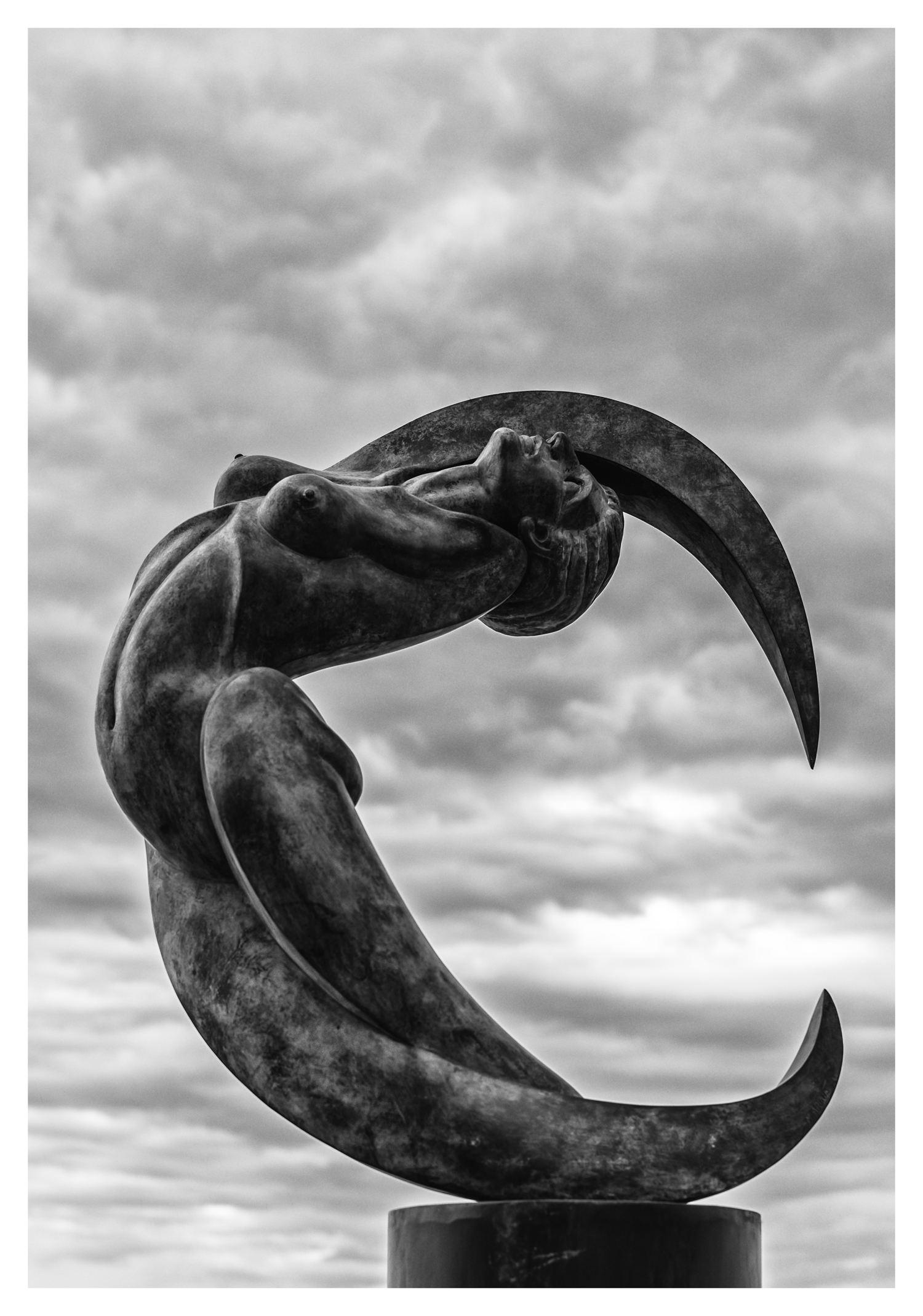
Venus, 2002
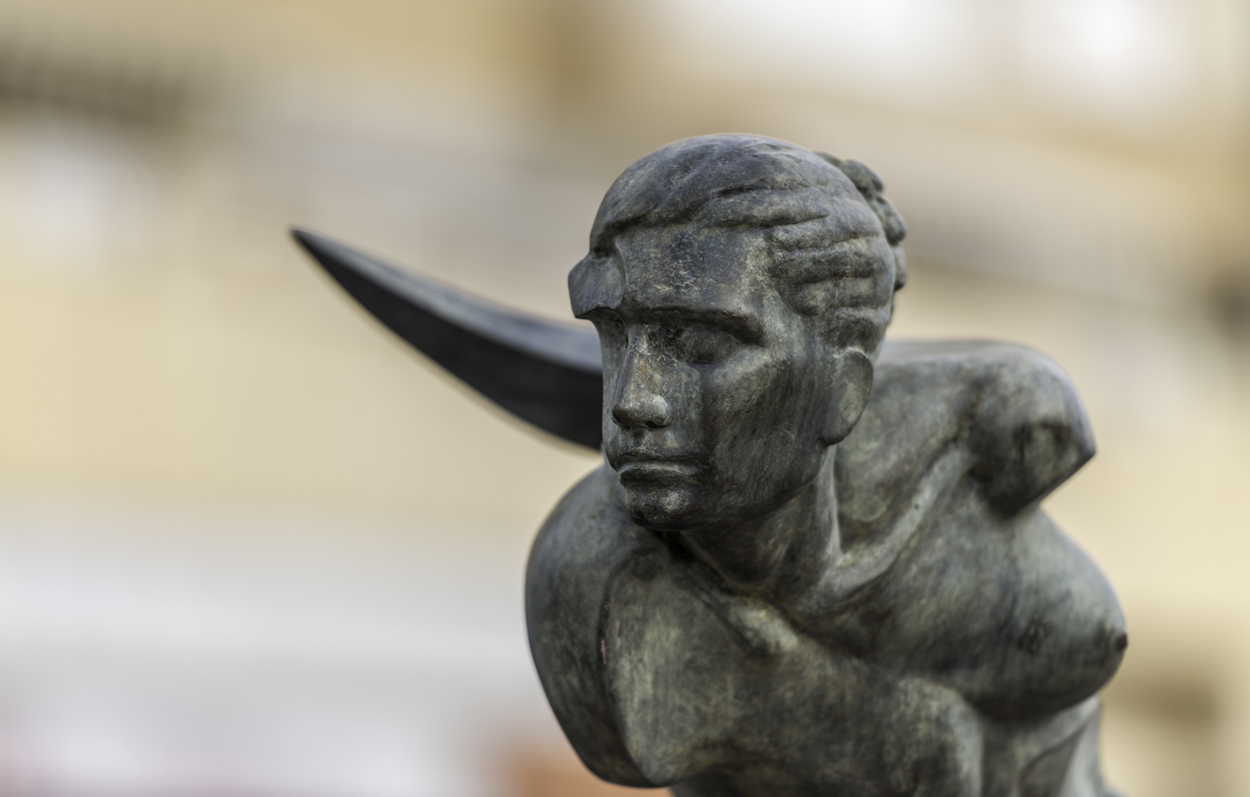
Venus, 2002
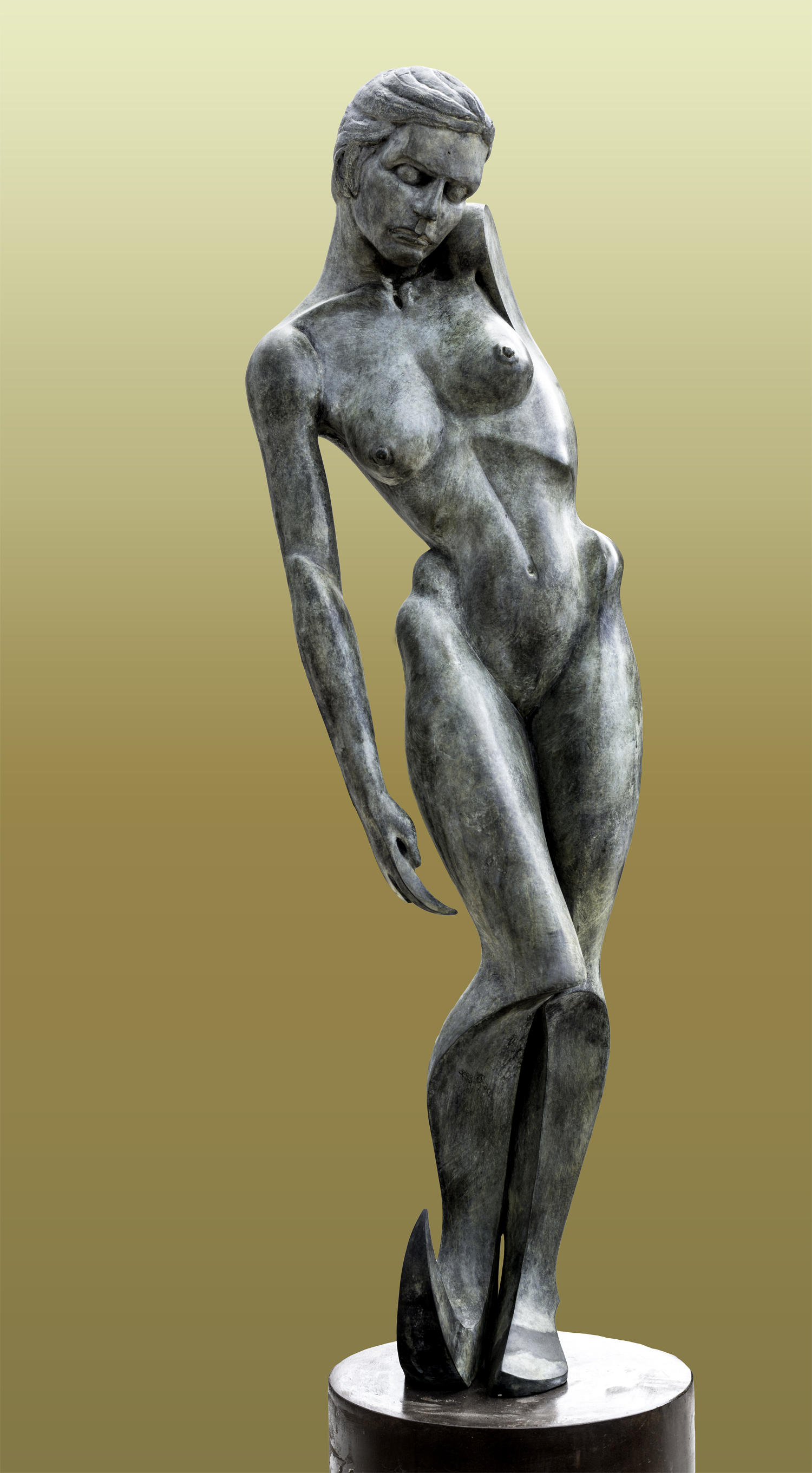
Venus, 2002
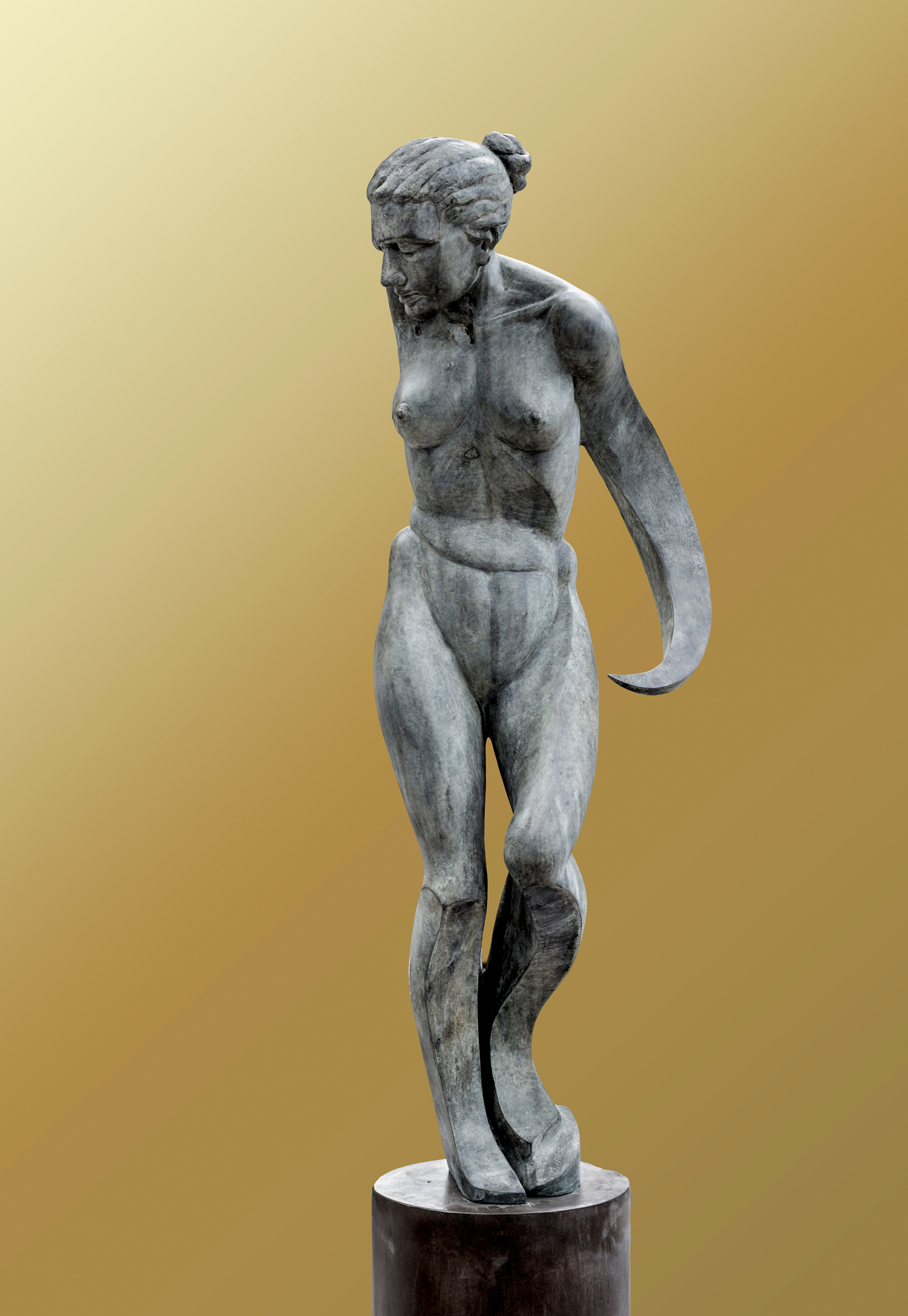
Venus, 2002
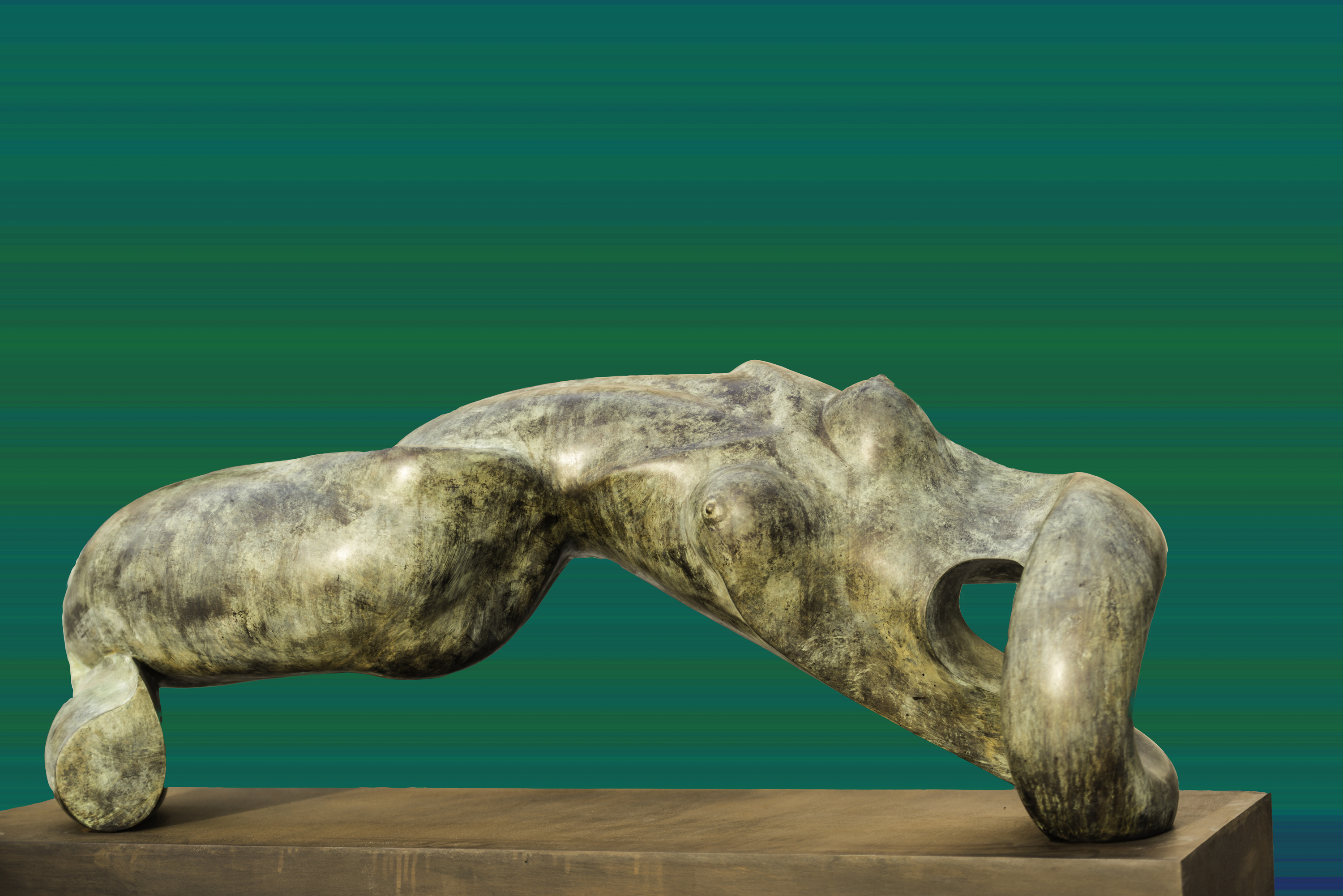
Venus reclinada, 2002

### Esculturas abstractas

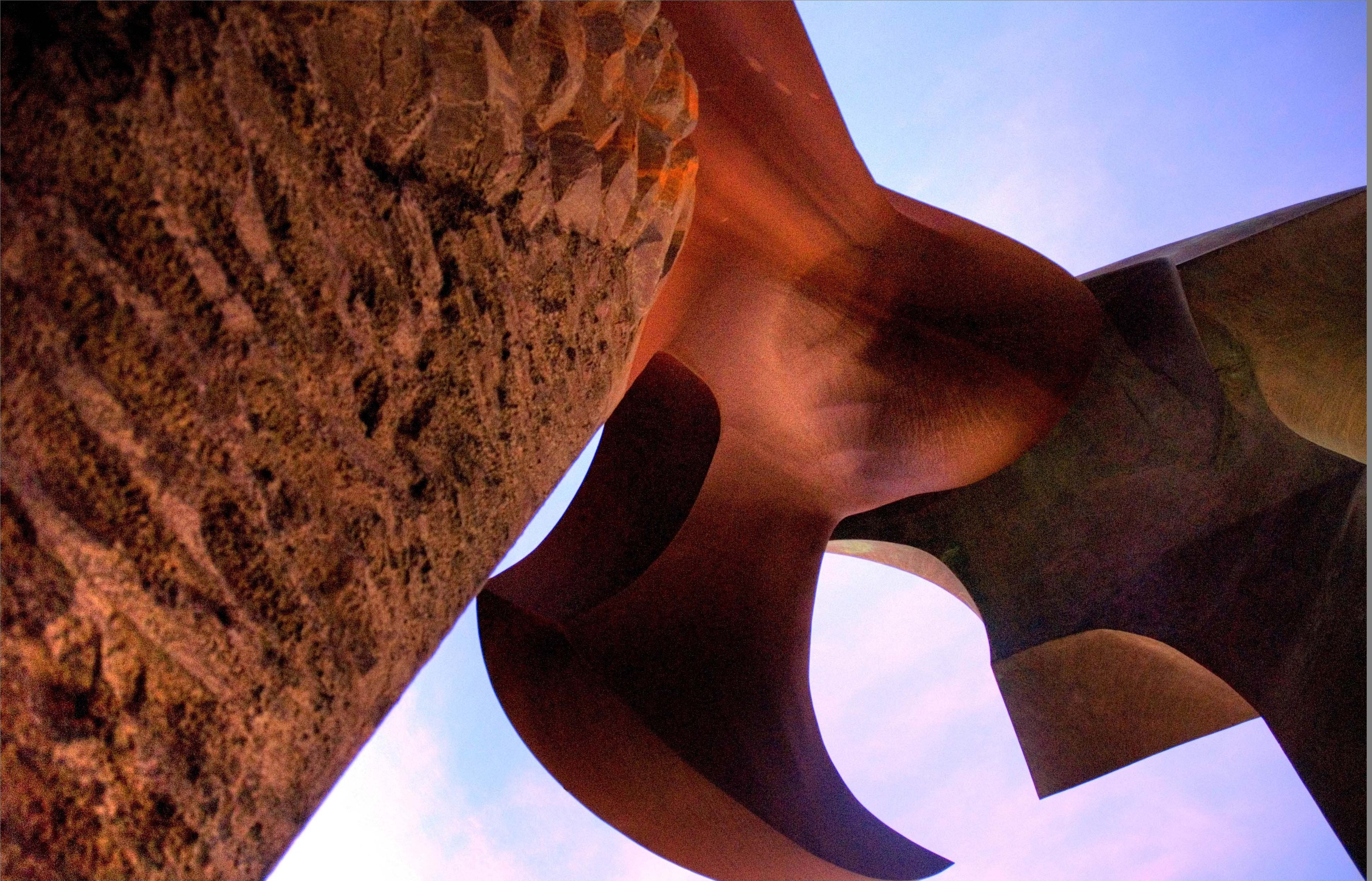
Encuentros, 1997 (Melilla)
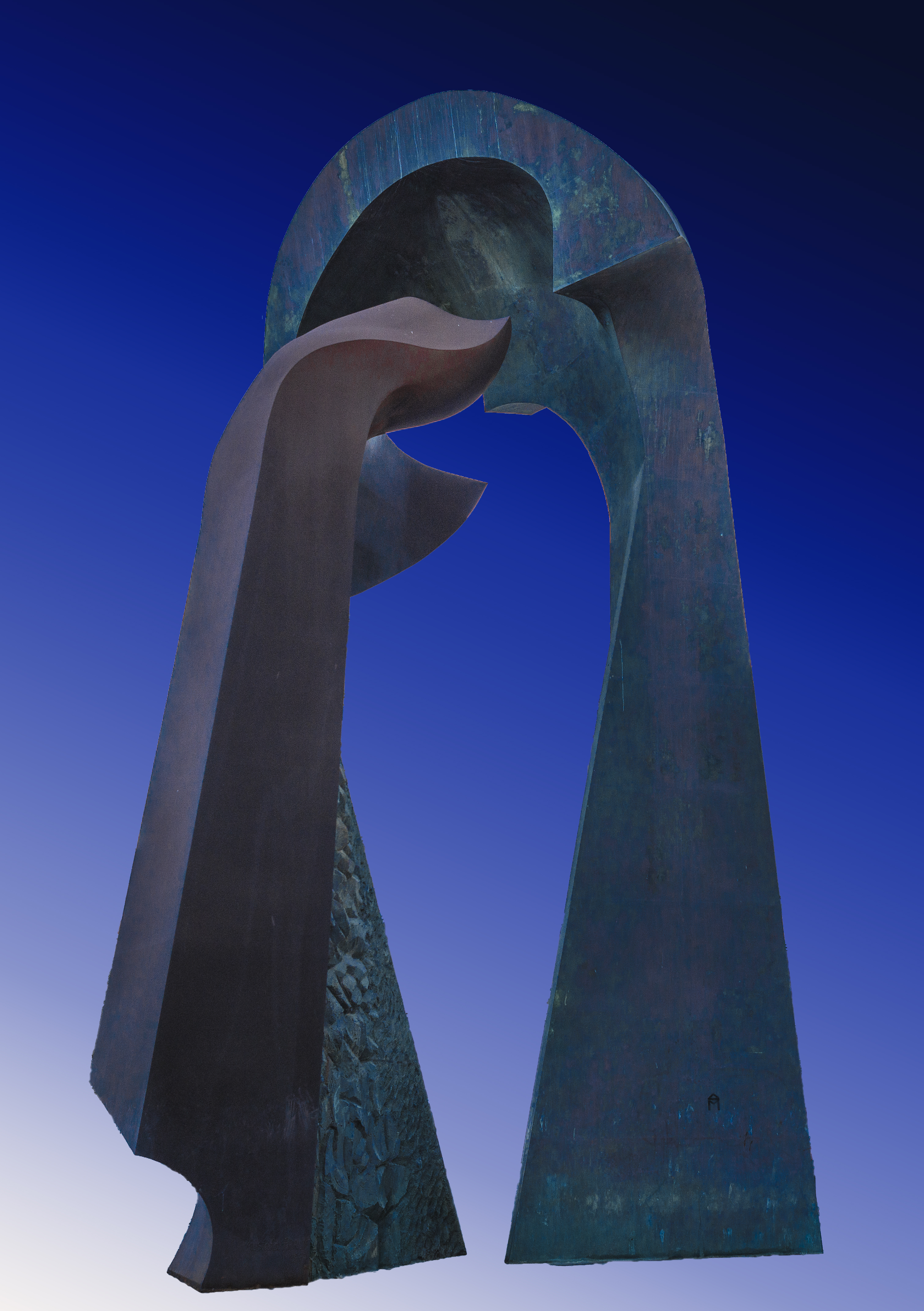
Encuentros, 1997 Conmemoración del V Centenario de su fundación española (Melilla)

## Plano: Escultura urbana
Leyenda
     Serie "Las Venus"     Serie "Homenajes"     Grupo escultórico "Encuentros"     Torso arqueado de mujer desnuda